# Centre régional de lutte contre le cancer
Les centres de lutte contre le cancer (CLCC) sont des établissements de santé privés à but non lucratif et de caractère hospitalo-universitaire participant au service public hospitalier en France. Ils ont été érigés le 1er octobre 1945 par une ordonnance du Général de Gaulle (art. L.312 et suivants du Code de la Santé publique, devenus articles L6162-1 et suivants). À ce titre, ils sont financés par l'assurance maladie et sont contrôlés par le ministère de la Santé, dans les mêmes conditions que les hôpitaux publics. Voués au traitement des cancers, ils assurent des missions de prévention, de recherche, d'enseignement et de soins, dans la recherche permanente de la qualité et de l'accessibilité. Les CLCC sont porteurs d'un modèle de prise en charge globale et multidisciplinaire des personnes atteintes d'un cancer.
Le conseil d'administration des CLCC est présidé par le préfet du département d'implantation (et, pour Gustave-Roussy (ex IGR), par le préfet de la région Île-de-France). Il est composé notamment de représentants des tutelles et des collectivités hospitalières et universitaires, avec lesquelles les CLCC établissent des conventions. La direction du CLCC est assurée par un directeur, médecin, nommé par arrêté du ministre chargé de la Santé. Il est assisté d'un secrétaire général et d'une équipe de direction, variable selon les CLCC, mais qui fait appel à des principes de mélange des cultures professionnelles (gestionnaire, médicale, soignante, etc.) et d'implication des médecins cliniciens aux responsabilités de direction.
Les CLCC ont créé en 1964 une structure communautaire : la fédération nationale des centres de lutte contre le cancer, renommée Fédération française des centres de lutte contre le cancer en 2010. Les CLCC doivent adhérer aux Réseaux régionaux de cancérologie afin d'être autorisés à traiter les malades du cancer.

## Listes de centres
Les 19 centres régionaux sont répartis dans 16 régions françaises,.
| Nom                                        | Régions                    | Localisation                               | Coordonnées                                                                               |
| ------------------------------------------ | -------------------------- | ------------------------------------------ | ----------------------------------------------------------------------------------------- |
| Institut de cancérologie de l'Ouest        | Pays de la Loire           | Angers Nantes                              | (47° 28′ 52″ N, 0° 33′ 38″ O) (47° 14′ 15″ N, 1° 38′ 16″ O)                               |
| Institut Bergonié                          | Nouvelle-Aquitaine         | Bordeaux                                   | (44° 49′ 25″ N, 0° 34′ 50″ O)                                                             |
| Centre François-Baclesse                   | Normandie                  | Caen                                       | (49° 12′ 13″ N, 0° 21′ 15″ O)                                                             |
| Centre Jean-Perrin                         | Auvergne-Rhône-Alpes       | Clermont-Ferrand                           | (45° 45′ 31″ N, 3° 05′ 34″ E)                                                             |
| Centre Georges-François Leclerc            | Bourgogne-Franche-Comté    | Dijon                                      | (47° 19′ 11″ N, 5° 04′ 10″ E)                                                             |
| Centre Oscar-Lambret                       | Hauts-de-France            | Lille                                      | (50° 36′ 45″ N, 3° 01′ 54″ E)                                                             |
| Centre Léon-Bérard                         | Auvergne-Rhône-Alpes       | Lyon                                       | (45° 44′ 27″ N, 4° 52′ 39″ E)                                                             |
| Institut Paoli-Calmettes                   | Provence-Alpes-Côte d'Azur | Marseille                                  | (43° 15′ 44″ N, 5° 24′ 38″ E)                                                             |
| Institut régional du cancer de Montpellier | Occitanie                  | Montpellier                                | (43° 38′ 41″ N, 3° 50′ 20″ E)                                                             |
| Institut de cancérologie de Lorraine       | Grand Est                  | Nancy                                      | (48° 38′ 50″ N, 6° 08′ 40″ E)                                                             |
| Centre Antoine-Lacassagne                  | Provence-Alpes-Côte d'Azur | Nice                                       | (43° 43′ 28″ N, 7° 16′ 51″ E)                                                             |
| Institut Curie                             | Île-de-France              | Paris Saint-Cloud Orsay (Bures-sur-Yvette) | (48° 50′ 36″ N, 2° 20′ 40″ E) (48° 50′ 41″ N, 2° 13′ 04″ E) (48° 41′ 52″ N, 2° 10′ 24″ E) |
| Institut Godinot                           | Grand Est                  | Reims                                      | (49° 13′ 36″ N, 4° 01′ 26″ E)                                                             |
| Centre Eugène-Marquis                      | Bretagne                   | Rennes                                     | (48° 07′ 12″ N, 1° 41′ 46″ O)                                                             |
| Centre Henri-Becquerel                     | Normandie                  | Rouen                                      | (49° 26′ 21″ N, 1° 06′ 24″ E)                                                             |
| Centre Paul-Strauss                        | Grand Est                  | Strasbourg                                 | (48° 34′ 36″ N, 7° 45′ 02″ E)                                                             |
| Institut Claudius-Regaud                   | Occitanie                  | Toulouse                                   | (43° 33′ 20″ N, 1° 25′ 52″ E)                                                             |
| Gustave-Roussy                             | Île-de-France              | Villejuif                                  | (48° 47′ 40″ N, 2° 20′ 54″ E)                                                             |